# Stade du Thillenberg
 (avril 2025).
Si vous disposez d'ouvrages ou d'articles de référence ou si vous connaissez des sites web de qualité traitant du thème abordé ici, merci de compléter l'article en donnant les références utiles à sa vérifiabilité et en les liant à la section « Notes et références ».
Le stade du Thillenberg est un stade de football luxembourgeois basé à Differdange.
Ce stade de 6 300 places accueille les matchs à domicile du FC Differdange 03, club évoluant dans le championnat du Luxembourg de football de D1.

## Histoire
Avant 2003, il accueillait les rencontres du Red Boys Differdange.
Après la construction d'un nouveau stade moderne avec deux terrains d'entrainement à Oberkorn, le Stade Thillenberg va être démoli pour faire place à un stade régional d’athlétisme ou bien un terrain de tennis.
La commune de Differdange doit avant tout se mettre d'accord avec le propriétaire du lieu, le géant de l’acier, Arcelor Mittal.